# タンクローリー

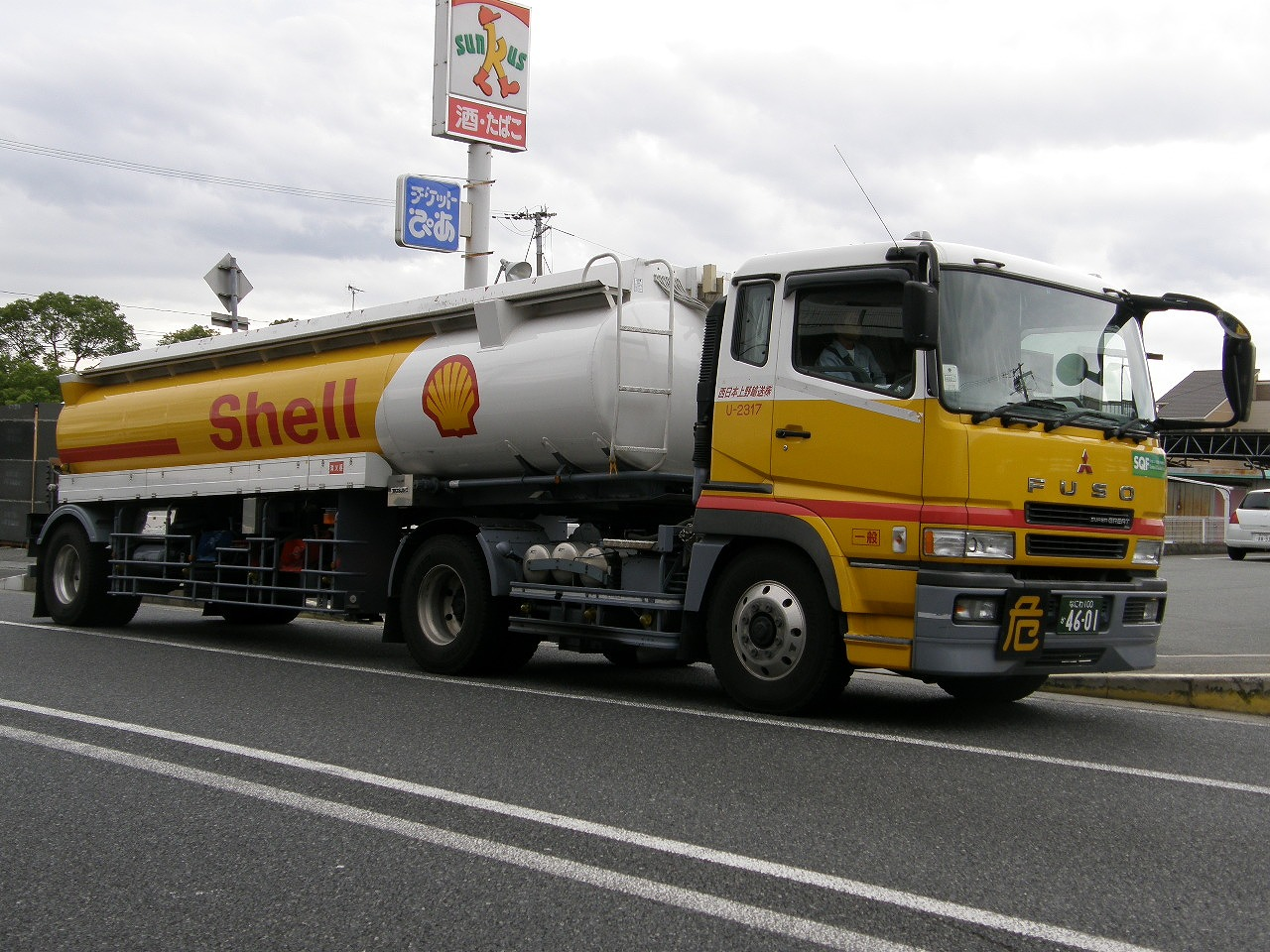
日本のタンクローリーの一例（昭和シェル石油（現：出光興産））。トラクタは三菱製。トレーラは東急製（現：東邦車輌）。

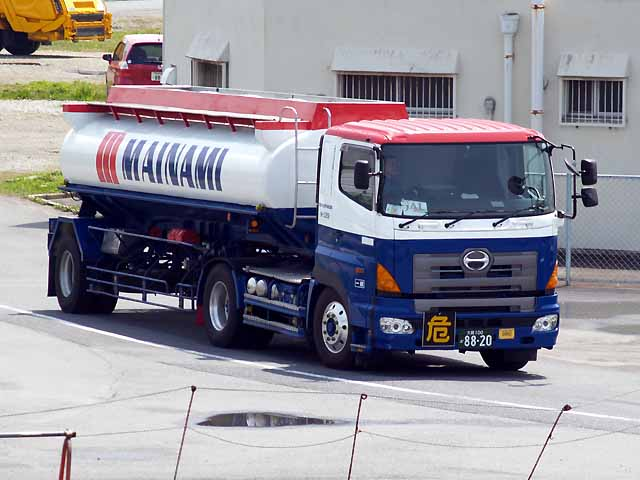
日本のタンクローリーの一例（マイナミ空港サービス）。トラクタは日野製。トレーラは昭和飛行機製。

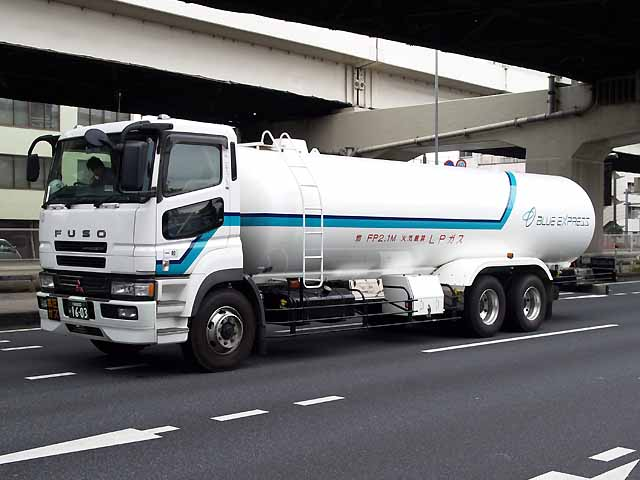
LPガスローリー

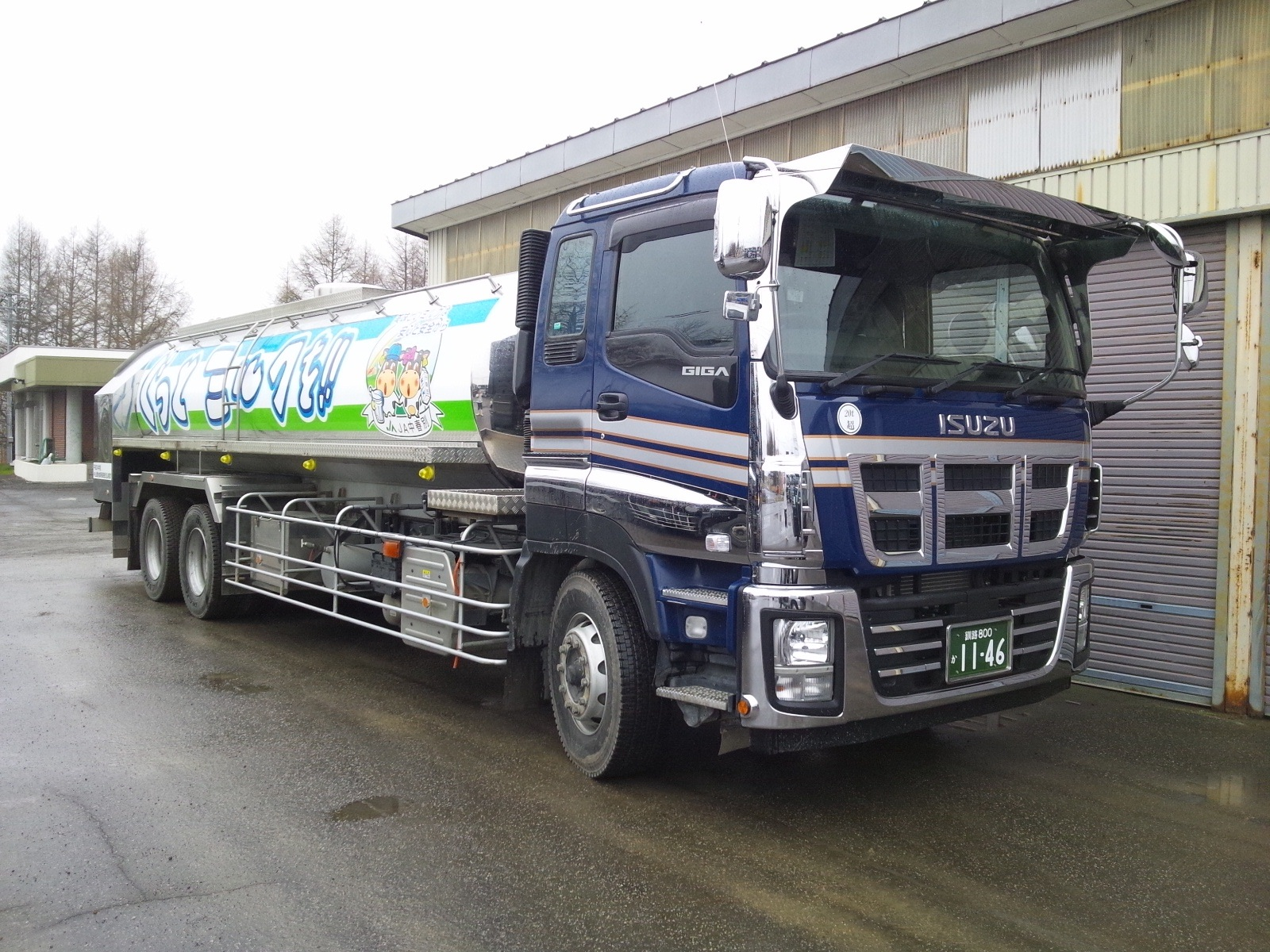
酪農家から乳業メーカーへ生乳を輸送する集乳車。タンクはステンレス製。

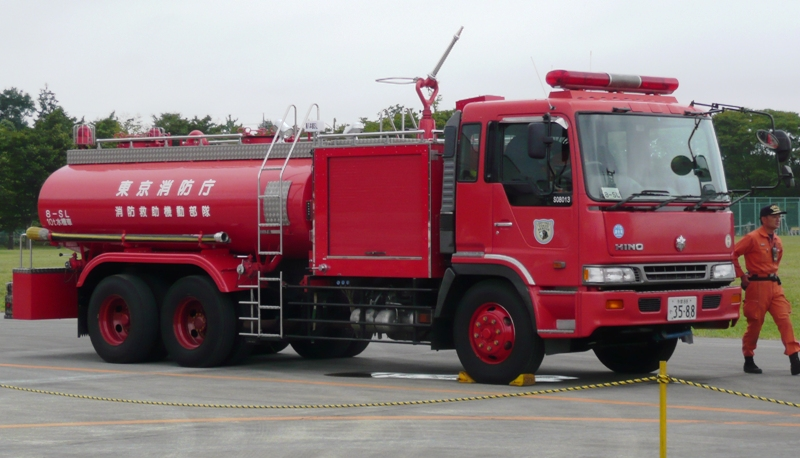
消防の放水銃付き大型水槽車　タンクはステンレス製、積まれているのは水道水

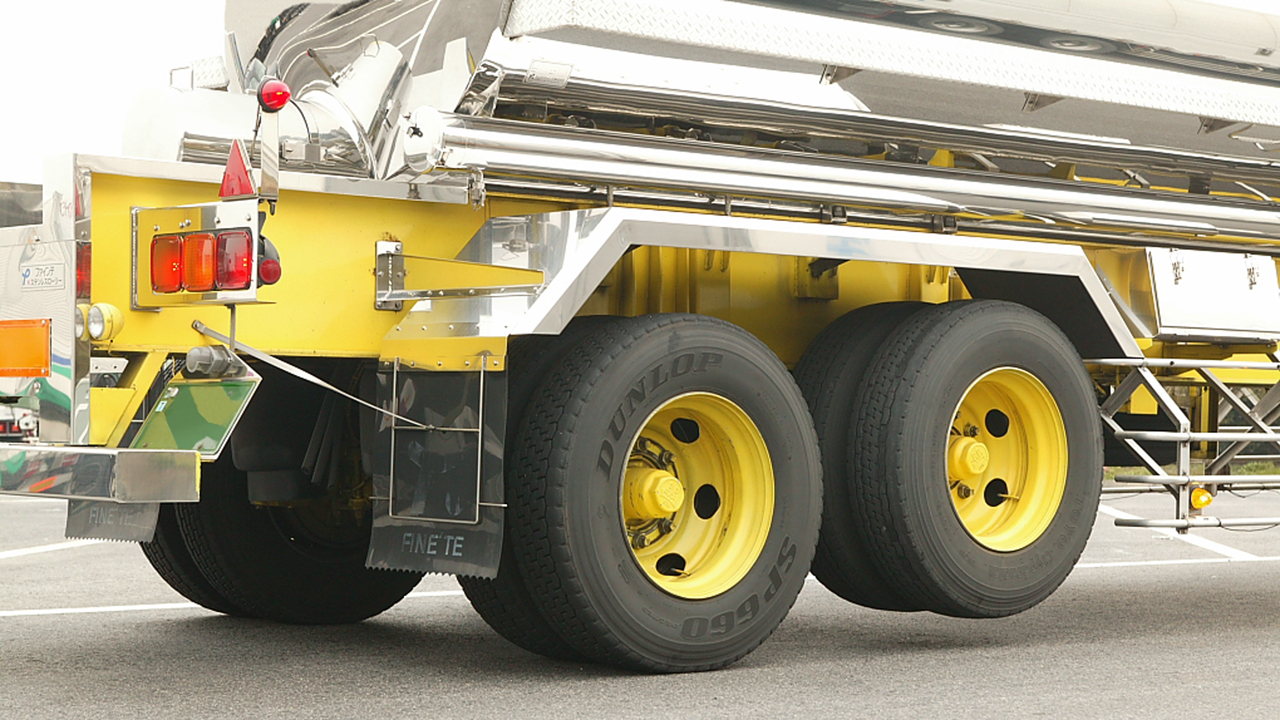
セミトレーラー型のタンクローリーのエアリフトアクスルの様子。
写真は異性化糖（液糖）輸送車。

タンクローリー（Tank Lorry）は、固体・液体・気体を運搬するための貨物自動車且つ特種用途自動車である。主に石油・ガスなどの運搬に使われる。セミトレーラ型のタンクローリーも多く存在する。
ローリー（Lorry）とは、トラックとほぼ同じ意味である。なお「トラック」はアメリカ英語、「ローリー」はイギリス英語である。
日本の法令（消防法）では、危険物を輸送するタンクローリーを「移動タンク貯蔵所」という。

## 車両の種類

### 種類
消防法で規定される危険物（主に石油、劇薬類）を運搬する危険物ローリー、毒物、飲料水、食品（牛乳、糖蜜、シロップなど）、セメントを運搬する非危険物ローリー、高圧ガスを運搬する高圧ガスローリーなどに分かれる。非危険物ローリーには粉粒体運搬車も含まれる。

### タンク

#### 形状
タンクの形状は強度を確保するため円筒形が多い。
断面形は危険物ローリーや非危険物ローリーは基本的に天地方向が扁平な楕円であり、圧力封入が必要である場合は真円が使われる。高圧ガスローリーは全て断面は真円である。
楕円である理由は、重心を低くして転倒し難くするためと、積込設備との関連で全高を抑えるためである場合が多い。
車両総重量の規制緩和以降、上部が比較的平らで両側面が下膨れという新断面の採用も見られる。
一方、高圧容器が真円である理由は、内部からの圧力をタンク外壁に均等にかけ、強度と耐久性を高めるためである。

#### 構造
タンクの構造は危険物ローリーは裸タンクがほとんどであるが、特殊構造として保冷・保温材付のもの、また常温での取り扱いに向かない積み荷の場合では、冷却、加熱装置付タンクも存在する。
非危険物ローリーは保冷・保温材付または加熱装置付タンクなど特殊構造が多く存在している。
高圧ガスローリーは裸タンクまたは保冷・保温材付タンクである。
液体用タンクでは積み荷の動揺が車両の安定に及ぼす影響を少なくするため、防波板が取り付けられており、液体危険物では消防法により義務化されている。

#### 材質
タンクの材質は高圧に耐え、積荷の漏洩や化学変化を防ぐ目的から溶接組み立ての普通鋼、高張力鋼の鋼製のほか、油脂類ではアルミニウム合金、食品関係ではステンレス鋼が主流である。
強酸、強アルカリなど、腐食性の強い積荷ではFRPや化学変化に強いチタン製のタンクも見られる。
タンクは、3.2 mmの鋼板と同等以上の強度のものを使うことが消防法では義務付けられている。

#### 容積
危険物ローリーは消防法上「移動タンク貯蔵所」とされており、最大30,000リットル以下、一室4,000リットル以下に制限されている。
道路運送車両法、車両制限令により単一車両では1台あたりの車両総重量は25トンまで、トレーラーは道路運送車両法上特例8車種であり36トンまでで車両制限令上では（一般道で）27トンまでとされているので、全長、全幅の兼ね合いからも30,000リットル積載可能な危険物ローリーは成立しにくいが、2011年頃から生産されはじめ運行されている。
高圧ガスローリーは可燃性ガスが最大18,000リットル未満、アンモニアを除く毒性ガスが最大8,000リットル未満となっている。
非危険物ローリーには特に規定はない。

### 積み下ろし
積み下ろしは積み荷の性質によって様々だが、大きく分けると次のようになる。
- 重力により積載するもの（一般：主に液体）
  - タンクの上のフタを開けて積載し、下の吐出口から排出する。また、仕様によりポンプで送出する場合もある。蒸発や化学変化を防ぐ理由で外気に触れない方がよい場合は後述する圧力による充填方法を用いることが有る。
- 圧力により積載するもの1（気体・液体・粉体）
  - コンプレッサーで気体を加圧し、圧力差で充填、排出する。またはポンプで送出・吸引する。
- 圧力により積載するもの2（一般石油：液体）
  - タンク下部の荷卸し配管から、設備側の加圧によりタンク内に圧力で充填する。吐出の際は重力による荷卸しとなるもの。（ボトムローディングと呼ばれる。タンク上部からの積載もできる。走行時は、配管内に危険物が存在することになるため、特別な構造とすることが消防法で定められている。）

### 標識

危険物積載車に掲載されている「危」の標識

運搬の際は危険物車両の場合「危」の標識（板もしくはステッカー）を前後に設置しなければならない（セミトレーラの前側とその牽引車の後側は不要である）。
また、毒物運搬車両の場合は「毒」の標識を、高圧ガス運搬の場合「高圧ガス」の標識が必要である。

### レフューラー

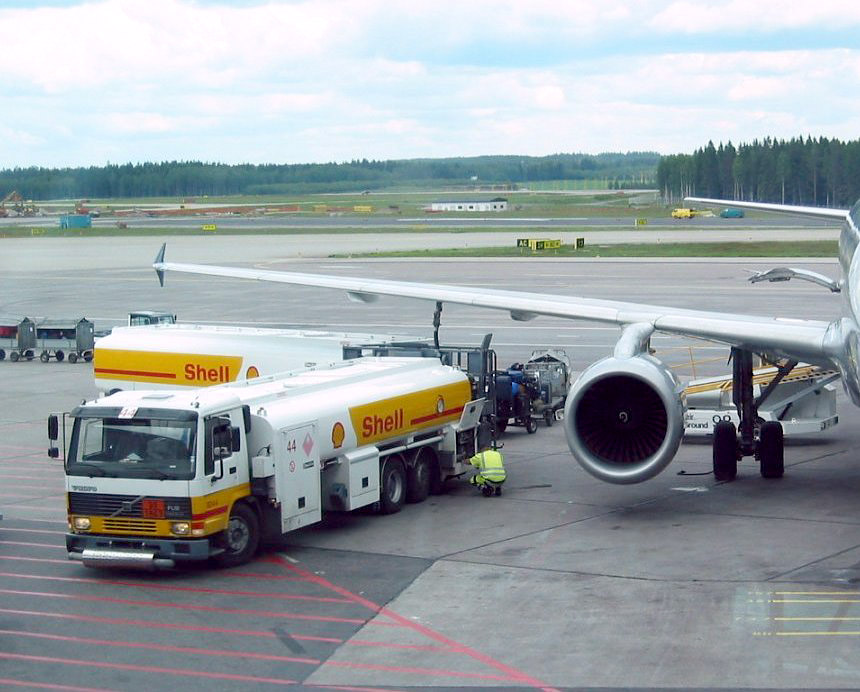
航空機に給油中のタンクローリー
（ヘルシンキ・ヴァンター国際空港）

なお、右下部の写真のような空港で見かける航空機燃料供給用のタンクローリーは、通常はレフューラー（リフューエラー）と呼ばれる。
また、タンクを持たず、地上に設置された配管から燃料を供給する車両があり、これらはサービサーと呼ばれ、分類が異なる（ちなみにサービサーにはポンプは装備されておらず、地上配管からの圧力だけで給油される）。

### 静電気対策
また、かつて石油タンクローリーは、静電気防止策としてタイヤチェーンを引きずって走行していた時代があった。理由は「消防法で…云々」と、まことしやかに説明されていたが、実際のところは法的根拠は不明。
さらに同様の説明で、「静電気防止装置」があり、現在は不用であるといった説明もあるが、その「静電気防止装置」は、単なる「計量尺」の静電気防止策であり、チェーン引きずりとは全く関係がない。また、タイヤの導電性云々という都市伝説もある。
もちろん、静電気の除去のため、危険物取扱中はアース線により接地を行う必要がある。

## タンクローリーの運転に必要な資格等

### 運転免許
公道を走行するためには重量区分により対応した運転免許（大型免許、中型免許、準中型免許、普通免許、けん引免許）が必要となる。

### 法令
その他、運搬に際しては危険物は消防法、火薬は火薬類取締法、毒物は毒物及び劇物取締法、高圧ガスは高圧ガス保安法、飲料水、食品は食品衛生法、大きさは計量法、輸送については道路交通法の適用を受けることになる。

### 資格
また、危険物の運搬は危険物取扱者の資格（あるいは有資格者の同乗）、毒物の運搬は毒物劇物取扱責任者の居る事業所から業務上取扱者としての届出、高圧ガスの運搬は高圧ガス移動監視者講習（冷凍機械以外の高圧ガス製造保安責任者免状所持者は受講不要）の修了（あるいは修了者の同乗）が必要になる。

### 火薬
なお、火薬の運搬に関しては、運転免許以外に必要な資格等は無いが、運搬のたびに荷送人が都道府県公安委員会から運搬証明書の交付を受け、運転者はそれを携帯する義務がある。

## 積載量等
日本国内において公道を走行するタンクローリーは、灯油の行商（訪問販売）に使われる軽自動車規格に収まるもの、燃料店での保有が多い積載量2トン級の小型トラック程度のものから、ガソリンスタンドへの移送に使われる大型トラック、燃料油を運搬するセミトレーラ型ローリーでは消防法上の上限である30キロリットルに近いものまで様々な大きさのものが存在する。

## 主なメーカー
- 日本車輌製造
- 昭和飛行機工業
- 新明和工業
  - 東邦車両 (旧：東急車輛特装←東急車輛製造)
- 極東開発工業
- 輸送機工業
- 富士車輌
- 矢野特殊自動車
- 富洋レヂン工業 - FRP製タンクローリー http://www.fuyoresin.co.jp
- 木下自工株式会社 - ステンレス製タンクローリー
- ヤスダファインテ - ステンレス製タンクローリー、集乳車 及び その他液体製品
- タンクテック - ステンレス製タンクローリー等
- 日本トレクス （旧：日本トレールモービル）
- 青木製作所 - ステンレス製タンクローリー等
- サンマシ - 新型タンクコンテナ積載車輌（タンクローリー代替車両）
- 東田鉄工 - Vシリーズ https://higashida-tekko.co.jp/

他

## タンクローリーに関連した事故
アフリカのナイジェリアでは、2020年にタンクローリーが絡む事故が1531件発生し、535人が死亡した。死者の多くはタンクローリーからガソリンなどを抜き取ろうとしている際に爆発に巻き込まれたもの。同国のジガワ州では2024年に、横転したタンクローリーに燃料を求めて殺到した住民が爆発に巻き込まれて一度に140人以上が死亡したケースもあった。

### 日本国内の主な事例
- 西宮タンクローリー横転爆発事故（1965年）
- 熊野町ジャンクション火災事故（2008年）